# The Cairnwell
The Cairnwell ist ein als Munro eingestufter, 933 Meter hoher Berg in Schottland. Auf Gälisch wird er als An Càrn Bhailg bezeichnet, was in etwa mit Bergspitze der Säcke übersetzt werden kann.
Er liegt auf der Grenze der Council Areas Aberdeenshire und Perth and Kinross in den Grampian Mountains etwa 40 Kilometer nördlich von Blairgowrie and Rattray und 15 Kilometer südlich von Braemar direkt westlich des von der A93 passierten, 670 Meter hohen Cairnwell Pass. Aus Richtung Süden beherrscht seine markante Pyramide die Anfahrt zum Pass. 
The Cairnwell besitzt einen markanten Gipfel in Form einer dreiseitigen Pyramide. Lediglich nach Nordwesten ist er über einen hochgelegenen Sattel mit dem nördlich benachbarten Càrn Aosda verbunden. Westlich trennt das tief eingeschnittene Choire Dhirich den Berg vom benachbarten, 920 Meter hohen Càrn nan Sac, einem Vorgipfel des weiter westlich liegenden, 975 Meter hohen Càrn a’ Gheòidh. Nach Osten fällt der Berg mit steilen, von Heideflächen dominierten Hängen zum Cairnwell Pass ab. Seit 1962 führt ein Sessellift vom Glenshee Ski Centre am Cairnwell Pass auf den Berg, er endet knapp unterhalb des Gipfels. Weitere Skilifte enden im Bereich des Sattels zum Càrn Aosda und etwa auf halber Höhe zwischen Sattel und Gipfel, im Winter sind diverse Skipisten auf der Ostseite des Berges eingerichtet. Auf dem Gipfel befinden sich neben einem Gipfelcairn diverse Mobilfunkmasten und zugehörige Bauten.

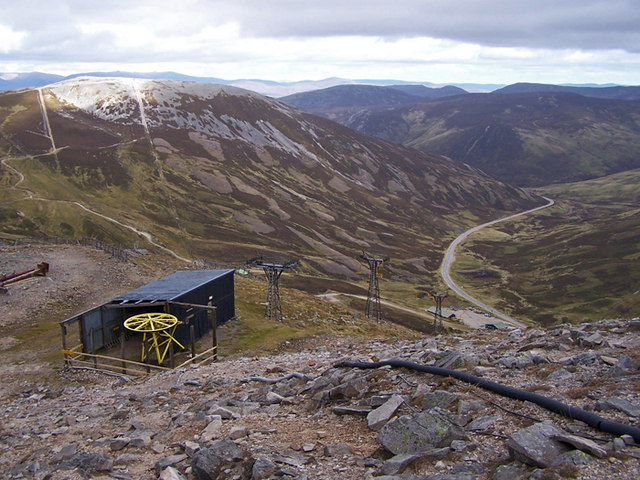
Blick vom Gipfel nach Norden, im Vordergrund der Sessellift, im Hintergrund der benachbarte Munro Càrn Aosda
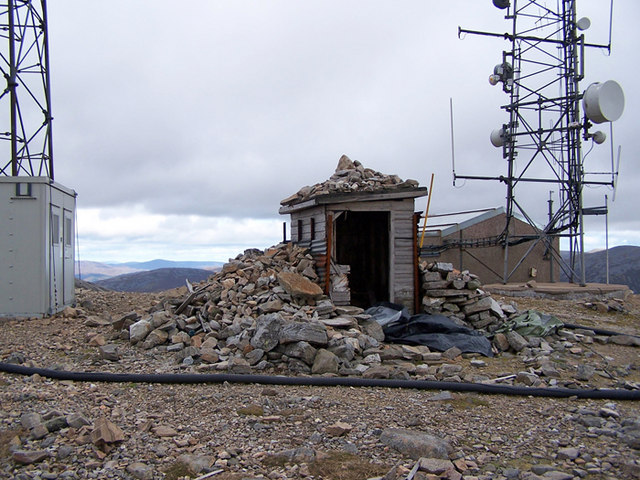
Der Gipfelcairn und diverse Mobilfunkmasten auf dem Gipfel des Cairnwell

Aufgrund seiner Lage zählt The Cairnwell zu den einfachsten Munros, da vom Ausgangspunkt am Glenshee Ski Centre lediglich rund 280 Höhenmeter zu überwinden sind. Er bietet zudem in fast alle Richtungen einen weiten Ausblick. Die Skilifte und Gipfelaufbauten machen den Zustieg jedoch landschaftlich wenig attraktiv, viele Munro-Bagger besteigen den Gipfel daher lediglich der Vollständigkeit halber. Der Zustieg mit durchwegs moderaten Steigungen führt teils parallel zu Skiliften über geschotterte Forstwege zunächst in den Sattel zwischen Cairnwell und Càrn Aosda und von dort über den Nordwestgrat bis zum Gipfel. Alternativ kann der Berg auch über den steileren Südgrat bestiegen werden, der über eine alte Militärstraße etwas oberhalb der heutigen A93 erreicht werden kann.